# Pierre-Jean de Béranger
(P. J. Béranger, Il mio abito)
Pierre-Jean de Béranger (Parigi, 19 agosto 1780 – Parigi, 16 luglio 1857) è stato un poeta e musicista francese.
Debuttò con canzoni di carattere licenzioso, che avrebbero finito con il confondere il suo nome annullandolo nell'anonimato di tanti altri autori presto dimenticati. Seppe però creare un genere a parte, facendo della canzone un mezzo di polemica politica elevandola all'altezza artistica dell'ode. Nei soggetti patriottici e filosofici, Béranger unì spesso la nobiltà dei sentimenti all'armonia del ritmo, l'originalità delle figure alla vivacità del dramma.

## Biografia

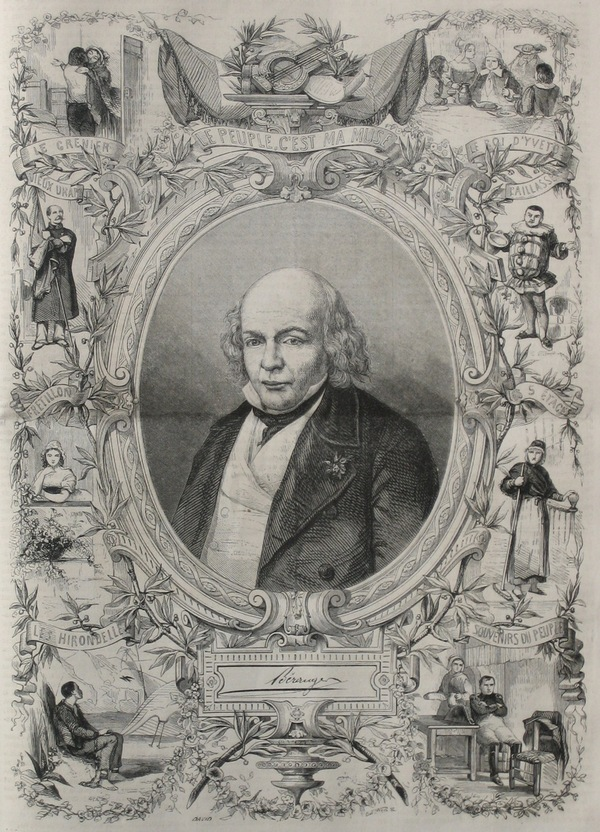
Un ritratto dell'epoca

A causa della sua salute cagionevole fu mandato tardi a scuola, ma i suoi autentici educatori furono i nonni materni. Il padre, uomo d'affari, era spesso assente da casa e la madre, che amava il teatro, i balli e le scampagnate, qualche volta portava Pierre-Jean con sé.
Stabilitosi stabilmente a Parigi nel 1789, Béranger de Mersix mette il figlio a pensione dell'abate Chantereau quando, compromessosi con la Rivoluzione per essere un convinto monarchico, è costretto a nascondersi. Stancatosi di pagare la pensione, un giorno manda il figlio da una sua zia che gestisce un albergo a Péronne. Jean-Pierre però non si adatta allo stato di garzone d'albergo ed entra in contatto col signor Ballue de Bellenglise, un notaio e giudice di pace, fervente rousseauiano e appassionato educatore, che raccoglie i bambini di Péronne per mandarli all’Institut patriotique, una scuola primaria gratuita che intende formare dei cittadini devoti alla Repubblica.
Quell'educazione fondata sui principi di Rousseau comprende anche il canto di musiche repubblicane, che appassionano il piccolo Pierre-Jean. A 14 anni, completa la sua educazione imparando il mestiere dal tipografo Laisney e s'inizia alla poesia. Sono anni che Béranger ricorderà sempre con nostalgia e che gli ispireranno i suoi Souvenirs d'enfance.

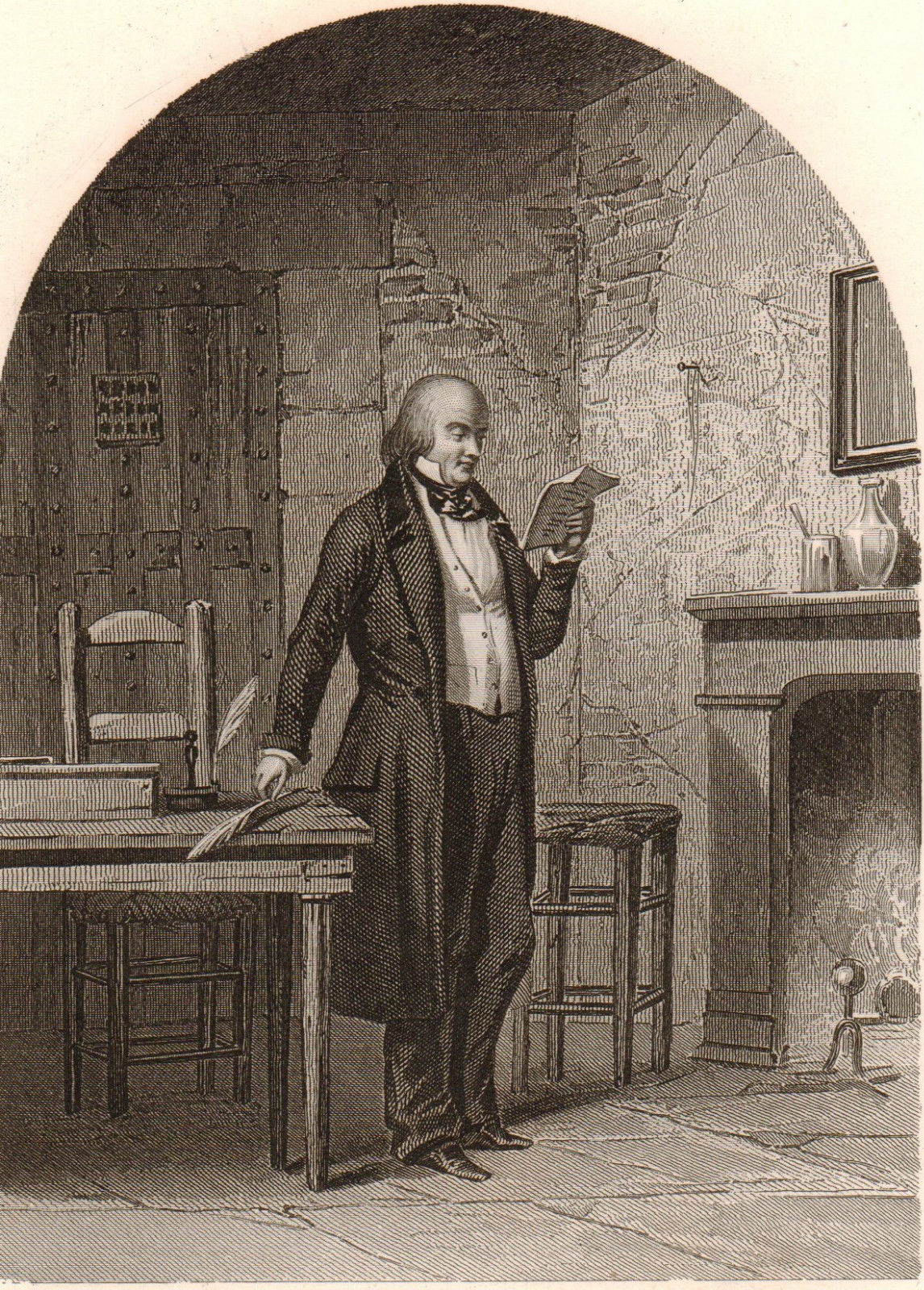
Béranger in carcere

Tornato a Parigi nel 1795, Pierre-Jean inizia lavorare con il padre nella sua agenzia di pegni, ma questa fallisce. Allora con gli avanzi delle sue passate fortune, apre allora uno studio di lettura, dove i clienti, pagando, hanno a disposizione libri e giornali: anche Pierre-Jean vi passa ore a mettere insieme rime sull'amore, le donne, il vino. Prova anche la satira, poi l'epopea, l'idillio, il ditirambo, la commedia: la sera si ritira nella sua abitazione, una mansarda al sesto piano del medesimo palazzo che ospita il cabinet de lecture.
La lettura di Léonard e di Gessner lo spinge alla composizione di idilli e uno di questi, Glycère, viene pubblicato ne «Les Saisons du Parnasse», poi è attratto dal poema e abbozza un Clovis, quindi è la volta della commedia satirica. Quando nell'appartamento del dottor Mellet, a Montmartre, viene fondata un'accademia di musica leggera, Pierre-Jean compone romanze che l'amico Louis-Guillaume Boquillon adatta sulle proprie arie.
Nel 1804 si rivolge a Lucien Bonaparte per averlo per protettore, spedendogli una lettera e circa 500 versi, fra i quali Le Déluge. Bonaparte gli devolve il proprio appannaggio di 1.000 franchi percepito dall'Institut de France e, in più, nel 1809, Béranger s'impiega come fattorino all'Università, aggiungendo così un salario mensile di 100 franchi. È il periodo in cui compone canzoni allegre e vivaci e nel 1810 diventa una celebrità a Péronne, dove è invitato a rallegrare i ricevimenti con le sue canzoni: una di queste, Les Gueux, composta su una melodia del XVII secolo, ha un grande successo.

## Le canzoni politiche

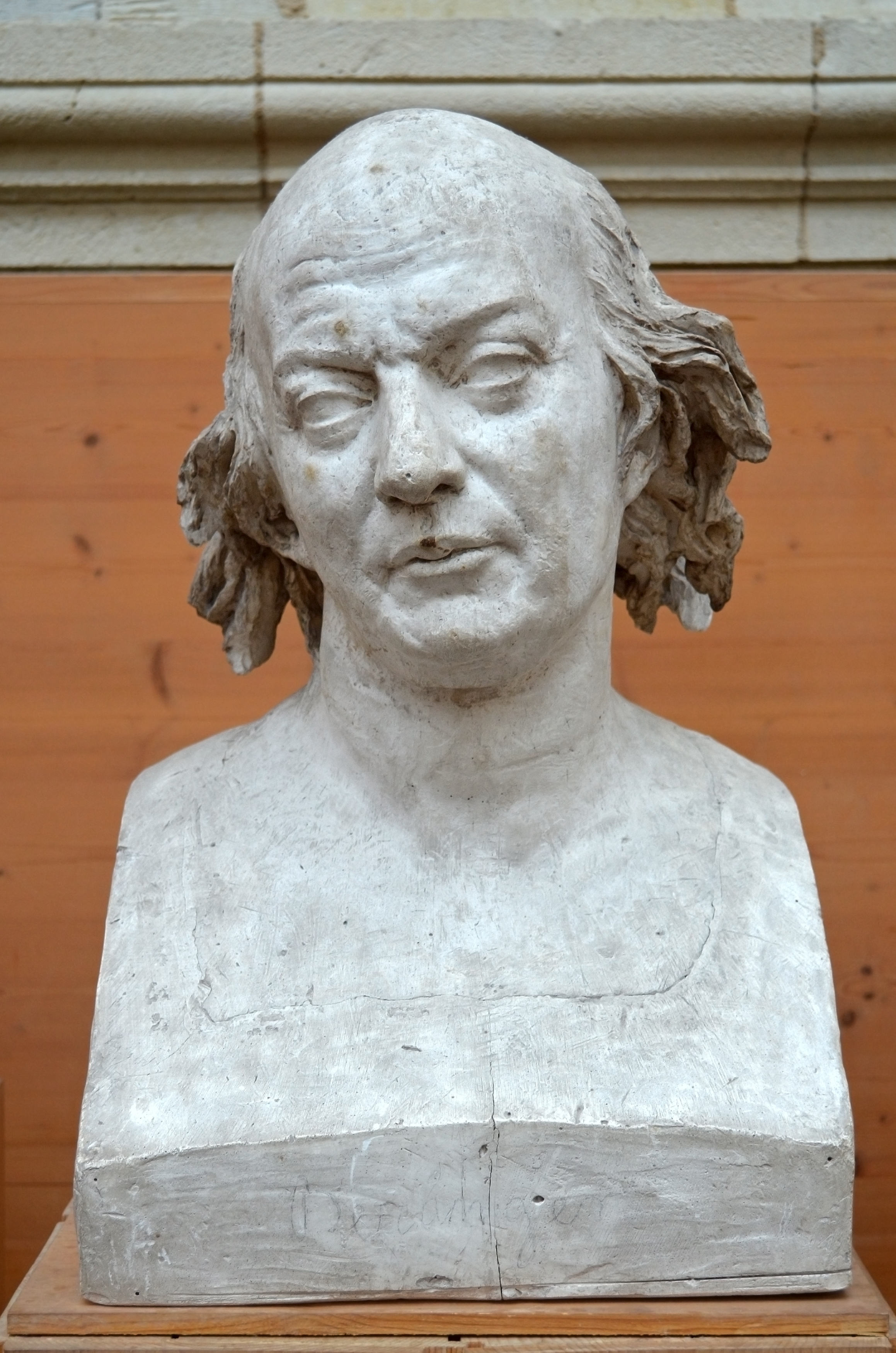
Pierre-Jean de Béranger, David d'Angers (1829).

Alla fine del 1805 viene ricostituita la Société du Caveau, un'accademia musicale attiva il secolo precedente, che pubblica ogni anno La Clé du Caveau, con i testi e la musica delle canzoni dei soci. Béranger vi entra nel 1813 e vi diventa noto dal nome delle sue canzoni migliori, Le Sénateur, Le Petit Homme gris, e soprattutto Le Roi d'Yvetot. Nel novembre 1815, quando in Francia vige la Restaurazione monarchica, Béranger rischia la pubblicazione di alcune arie politiche, d'impronta liberale, Les Chansons morales et autres, e il loro successo gli dà fiducia sulla possibilità di continuare su questa strada. Vi sviluppa i temi del rispetto della libertà, dell'odio per l'Ancien Régime, la denuncia del clericalismo, del rimpianto delle glorie passate e della speranza di un ritorno alla Repubblica o anche all'Impero. Le sue canzoni diventano così un'arma di propaganda politica, come La Cocarde blanche e il Marquis de Carabas. La cerchia delle sue amicizie si allarga, frequenta diversi salotti e collabora a La Minerve con Étienne de Jouy, Charles-Guillaume Étienne e Benjamin Constant.
Nel 1820, le Vieux Drapeau viene diffuso clandestinamente nelle caserme : Béranger appare ora la voce del popolo o «l'uomo nazione» come dirà Lamartine. La sua opera di poeta politicamente impegnato si sviluppa con attacchi ai magistrati ne Le Juge de Charenton, ai deputati ne Le Ventru (Il panciuto), ai preti e ai gesuiti in particolare. Il 25 ottobre 1821 appaiono due volumi di sue canzoni, le 10 000 copie sono presto vendute e l'editore Firmin Didot prepara una ristampa.

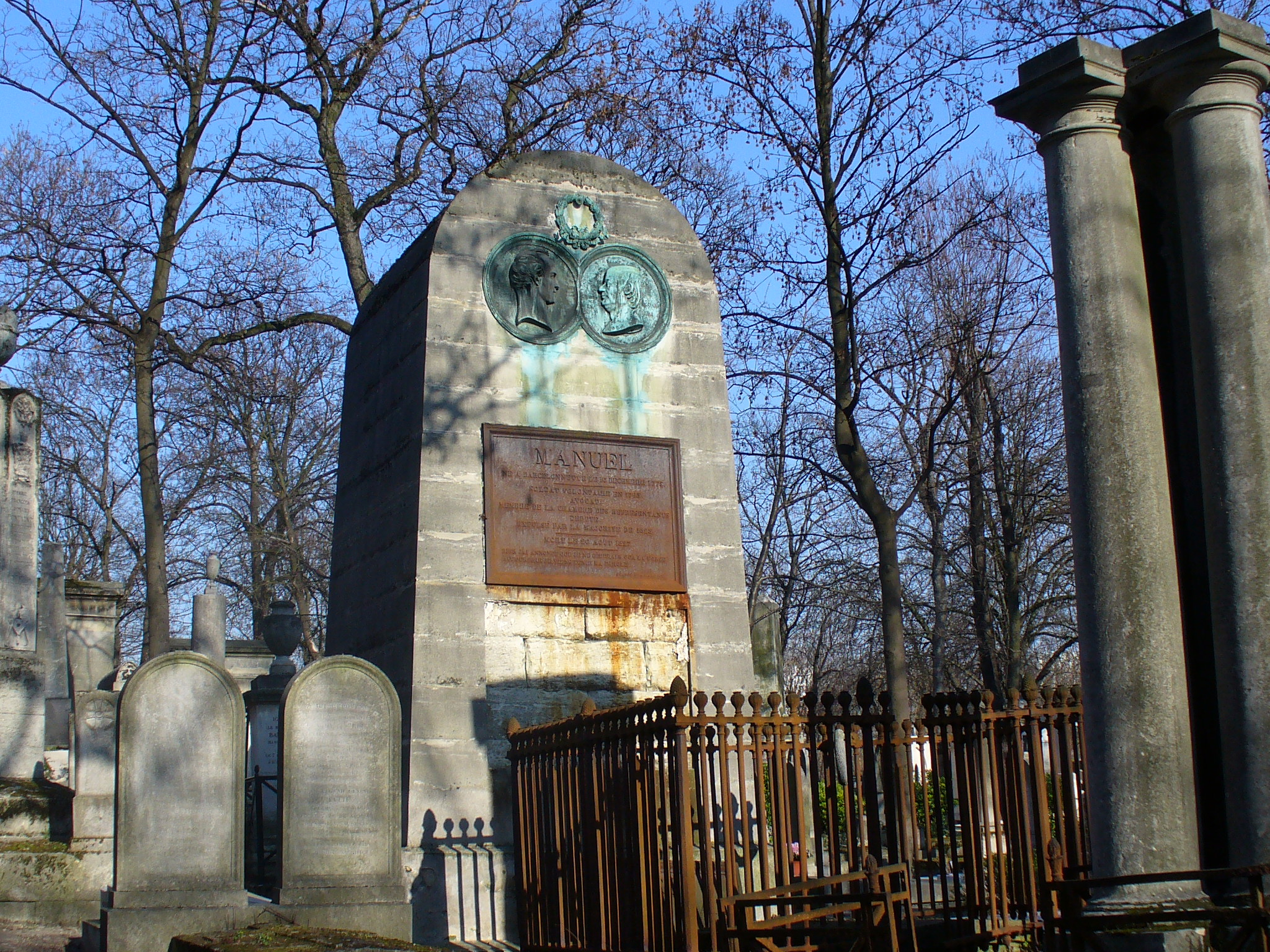
La tomba di Béranger al Père-Lachaise di Parigi

Naturalmente le autorità non stanno a guardare e nel 1821 Béranger è privato del suo impiego e condannato a tre mesi di prigione e a 500 franchi d'ammenda; nel 1825 pubblicò un'altra raccolta che nel 1828 gli procura una nuova condanna a nove mesi di carcere e a 10.000 franchi d'ammenda, che viene pagata attraverso una sottoscrizione.
Con la Rivoluzione di luglio, che porta sul trono il regime moderatamente liberale di Luigi Filippo, egli tratta soprattutto soggetti filosofici e umanitari e non accetta alcun incarico ufficiale; nel 1833 pubblica un'altra raccolta, le Chansons nouvelles et dernières, dedicate a Luciano Bonaparte, verso il quale ha mantenuto intatta la sua riconoscenza. Anche durante la Rivoluzione del 1848, eletto deputato a sua insaputa, rifiuta il seggio, né assume impieghi durante il Secondo Impero. Muore povero, nel 1857, e il governo paga le spese del funerale.
La poltrona dove morì Béranger fa ora parte del Musée Carnavalet di Parigi, dove è esposta; la sua tomba è al Père-Lachaise. Rimasero inedite, durante la sua vita, un centinaio di canzoni, una Autobiografia e un Epistolario.

## Popolarità tra i contemporanei
Nell'Europa romantica di Byron, Goethe (che imparò a memoria le sue canzoni) e Victor Hugo, Béranger «riesce ad essere il più popolare tra tutti i romantici, ad essere il poeta più popolare d'Europa». Le sue canzoni appartengono sia al filone più antico, quello frivolo, sboccato, salace, impudente, «voce di un popolo schiavo» sia alla nuova canzone «che accompagna un popolo digiuno che muore sulle barricate». Dedicò una satira feroce a Napoleone, Le roi d'Yvetot; Napoleone non si offese anzi «ordinò che al poeta fosse aumentato lo stipendio di trecento lire». Nel periodo che fu incarcerato ebbe visite, oltre che da Hugo, da Sainte-Beuve e Dumas. Un classico autore di canzoni. il titolo di una di queste, Maledetta primavera, sembra catapultare il pubblico nel XX secolo.

## Alcuni titoli
- La Sainte Alliance des peuples
- Le Vieux drapeau
- Le Vieux sergent
- Les Enfants de la France
- L'Orage
- Le Cinq mai
- Les Souvenirs du Peuple
- Le Champ d'Asile
- Les Adieux à la gloire
- Le Dieu des bonnes gens
- Le Bon Vieillard
- Les Hirondelles
- Les Quatre âges
- Le Déluge
- Le Pape musulman